# Yamila Fernández
Yamila Fernández (Canelones, 1987) es una enfermera y deportista uruguaya.
Es enfermera, y se desempeña en el CTI pediátrico del Hospital Pereira Rossell.
Jugadora de bochas representante de la Selección Femenina de Bochas de Uruguay.
Es ganadora de varios premios como: ser ganadora del tercer puesto a nivel mundial individual en 2019, en Tucumán, Argentina. Además, fue campeona sudamericana en 2002 y varias veces plata y bronce a nivel sudamericano y panamericano, sumado a 11 campeonatos nacionales ganados.